# Sturgis (Míchigan)
Sturgis es una ciudad ubicada en el condado de St. Joseph en el estado estadounidense de Míchigan. En el Censo de 2010 tenía una población de 10994 habitantes y una densidad poblacional de 653,65 personas por km².

## Geografía
Sturgis se encuentra ubicada en las coordenadas 41°48′1″N 85°25′5″O / 41.80028, -85.41806. Según la Oficina del Censo de los Estados Unidos, Sturgis tiene una superficie total de 16.82 km², de la cual 16.82 km² corresponden a tierra firme y (0%) 0 km² es agua.

## Demografía
Según el censo de 2010, había 10994 personas residiendo en Sturgis. La densidad de población era de 653,65 hab./km². De los 10994 habitantes, Sturgis estaba compuesto por el 80.55% blancos, el 1.42% eran afroamericanos, el 0.34% eran amerindios, el 0.87% eran asiáticos, el 0.01% eran isleños del Pacífico, el 13.58% eran de otras razas y el 3.23% pertenecían a dos o más razas. Del total de la población el 22.83% eran hispanos o latinos de cualquier raza.